# 速水優
速水 優（はやみ まさる、1925年3月24日 - 2009年5月16日）は、日本の銀行家である。称号は名誉法学博士（LLD・聖学院大学）。日商岩井株式会社社長、社団法人経済同友会代表幹事、学校法人東京女子大学理事長、第28代日本銀行総裁などを歴任した。

## 来歴
兵庫県神戸市出身。7人兄妹の5番目として誕生。東京府立第六中学校（現・東京都立新宿高等学校）卒業後、1942年に東京商科大学予科（現・一橋大学）入学。クラスの同級生に川勝堅二（元三和銀行頭取）や本間要一郎（横浜国立大学名誉教授）、岡稔（元一橋大学教授）が、他クラスの同期に俳優の久米明や関恒義（一橋大学名誉教授）がいた。5か月間の軍務等を経て、1947年9月に東京商科大学を卒業（木村元一ゼミナール）。同年に日本銀行に入行し、主として国際畑中心に地歩を築いていった。同行理事にまで上り詰めた後、1981年に同行を退職。岳父が日商岩井の創業者のひとりだったという、妻の閨閥関係もあって、日商岩井（現・双日）に専務取締役として招かれる。その後、1984年に同社社長、1987年には同社会長に就任(1990年までに社長と兼務。)。
一連の大蔵省・日銀スキャンダルの責任を負って1998年、当時の日本銀行総裁松下康雄と同副総裁福井俊彦が退任。内閣総理大臣橋本龍太郎から日本銀行の後継総裁としての指名を受け、1998年3月に日銀総裁に就任。「日本発の世界恐慌」の不安が喧伝されていた金融危機や、進行中だった金融ビッグバンへの対処が求められる中、国際派としての経験が買われたものだが、古巣を離れて以来約17年振りの復帰は驚きを与えた。総裁就任にあたっては保有していた日商岩井株をすべて財団に寄付している。
就任直後の1998年4月1日に日銀の独立性が強化された改正日本銀行法が施行されたのに引き続き、在任中は人事や政策において、日本銀行の独立性を強く意識した運営を行った。金融危機に対抗して小渕内閣が行った史上最大の財政出動にあわせて1999年2月、世界初のゼロ金利政策と時間軸を導入する。消費者物価指数は徐々に回復の兆しを見せていたが、2000年8月にこれを解除。宮澤喜一大蔵大臣や堺屋太一経済企画庁長官など政府から公然と反対論が出て、政府代表が銀行法の規定による「議決延期請求権」を初めて行使する中での異例の強行突破で、日銀の独立性を強く印象づけることになったが、翌2001年のITバブル崩壊により、わずか半年で再びゼロ金利政策に復帰した。同年3月からは世界初の量的金融緩和政策を、さらに2002年11月に銀行保有株式の直接買入を実施した。
クリスチャン（プロテスタント）として知られ、日銀総裁時代には総裁室の奥にあった小部屋に聖句の掛け軸をかけていた。同職退任後にはキリスト教系の国際基督教大学理事、東京女子大学理事長等を務め、日銀総裁退任後の2003年からは学校法人聖学院名誉理事長、聖学院大学全学教授を務めた。同年聖学院大学名誉法学博士（LLD）の称号を受ける。2005年第36回キリスト教功労者顕彰。
1993年から1995年まで運輸省航空審議会委員長、1996年から1998年まで経済企画庁参与。財団法人国際開発センター理事等も歴任。
2009年5月16日、三鷹市の杏林大学医学部付属病院で呼吸不全の為に逝去。84歳没。

## 経歴
- 1947年10月 日本銀行入行
- 1958年11月 ロンドン駐在参事付
- 1962年7月 同外国為替局調査役
- 1964年1月 ニューヨーク駐在参事付
- 1966年3月 同外国局業務課長
- 1966年6月 同外国局為替課長
- 1966年9月 同外国局総務課長
- 1967年11月 同大分支店長
- 1970年4月 同外国局次長
- 1971年1月 ロンドン駐在参事
- 1973年5月 同外事審議役
- 1975年4月 同外国局長
- 1976年12月 同名古屋支店長
- 1978年2月  同行理事
- 1981年
  - 5月 同退任
  - 6月 日商岩井専務取締役
- 1982年6月 同社代表取締役副社長
- 1984年6月 同社代表取締役社長
- 1987年6月 同社代表取締役会長
- 1989年4月 経済同友会副代表幹事
- 1991年4月 経済同友会代表幹事
- 1992年4月 東京女子大学理事長
- 1994年6月 日商岩井相談役
- 1995年4月 経済同友会終身幹事
- 1998年3月 日本銀行総裁
- 2003年
  - 3月 同任期満了退任
  - 6月 財団法人歴史民俗博物館振興会理事長
  - 10月 学校法人聖学院名誉理事長、聖学院大学全学教授
- 2009年5月 死去。84歳没

## 人物
日銀時代はほぼ一貫して国際畑を歩んだ。国際経験豊富ないわゆるオールド通貨マフィアのひとりで、英語に堪能だった。
母と長兄の影響を受け1945年のクリスマスに日本基督教団阿佐ヶ谷教会で受洗。以降、同教会員であり、2005年には第36回キリスト教功労者顕彰（日本キリスト教文化協会）を受けた。
阪神ファンであり、スーツのポケットに六甲颪の歌詞を入れていたのを報道されたことがある。

## 主張
速水本人は通貨が信任を得ることが強い経済の条件と考えていた。退任後の2005年に出版された著書『強い円強い日本経済』では輸出産業に対する円安支援、米国の赤字を日本の国債でファイナンスすることに対する疑問を示した上、日本の内需を拡大させるべきことが提言されている。

## 評価
日商岩井時代については、当時日商岩井はダグラス・グラマン事件の影響を引きずっておりクリーンなイメージを持つ速水によりその影響を払拭したい意図もあったようだが日商岩井時代の彼の経営手腕には今なお疑問の声が多く、同社の凋落を止めることはできなかったとされる。
日銀総裁時代におけるデフレ不況に際しては良いデフレであるという認識の下、極めて消極的に金融政策を運営したことに対してはデフレ不況の長期化・深刻化を招いたとの批判を受けた。
経済学者の翁邦雄は「速水は金融政策については『信念の人』だった。速水が総裁に選ばれたのは、その前に旧大蔵省・日銀の接待汚職が発覚したことが大きく影響していた。それを踏まえて速水が敬虔なクリスチャンで高潔な人物であることを重視し、高齢で日銀を去ってから20年近いブランクがあったにもかかわらず担ぎ出された」と述べている。また翁は「2000年8月の金融政策決定会合で決まったゼロ金利解除は日銀のその後に関して、色々な意味で尾を引く結果となってしまった。日銀はインフレばかりを気にしてデフレはどうでもいいと思っているという印象を植え付けてしまった」と指摘している。
著書でも示しているようにヨーゼフ・シュンペーターの信奉者である速水のデフレに対する態度は内外の経済学者からしばしば強い批判を浴びた。「不況によって、非効率的な企業が淘汰される」といった創造的破壊論をアラン・グリーンスパンのように援用したことに対してはカバレロとハマーが米国の製造業を対象に行った実証研究によって強い疑問が付されている。
日銀の念願であった旧大蔵省からの独立を果たし任期満了まで総裁職を務めた後、同じく日銀プロパーの福井俊彦に同職を譲ったことについては中央銀行の独立性にこだわり過ぎたあまり政府や経済学者からの提言の全てを「現場介入」と捉え、排除してしまったのではないかという指摘がある。
FRBの理事（後に議長）のベン・バーナンキが「日銀幹部は1人（中原伸之審議委員）を除いてジャンクだ」と発言しているほか、英エコノミスト誌は「世界で最悪の中央銀行総裁」と評した一方では大胆な量的緩和に踏み切った福井俊彦を最高の総裁と評した。ただし毎日新聞や朝日新聞をはじめとする日本の有力紙では速水のゼロ金利政策解除や良いデフレ論は好意的に報道された。またノーベル経済学賞受賞のポール・クルーグマンは、かつて、日本政府、日本銀行の対応の遅さを非難したが、金融危機以降のアメリカも同様に行動が遅いとして、2008年に皮肉な形で日本に謝罪した。

## 家族
父は元三菱銀行職員の速水量平。母の孝は松阪の豪商「えびすや」の娘。妻・きみは、日商（現・双日）設立者で元貿易庁長官等を務めた永井幸太郎の三女。長男は数学者の速水謙（国立情報学研究所名誉教授）。長女は文化人類学者の速水洋子（京都大学東南アジア研究所教授）で、経済学者の三野和雄（京都大学名誉教授）は娘婿。

## 著書
- 『海図なき航海―変動相場制10年』（東洋経済新報社 1982年）
- 『円が尊敬される日』（東洋経済新報社 1995年）
- 『中央銀行の独立性と金融政策』（東洋経済新報社 2004年）
- 『強い円 強い経済』（東洋経済新報社 2005年）